# Тифлологија
Тифлологија (од грчких речи тифлос — слеп и логос — наука) је научна дисциплина у оквиру дефектологије, која се бави проучавањем законитости развоја и рехабилитацијом слепих и слабовидих особа. Иако првобитно намењена само за слепа лица, њен термин и ангажовање је проширено и на слабовиде особе. Тако тифлологија данас третира проблеми свих лица са визуелним оштећењима без обзира на степен визуелне ометености.

## Дефиниција
Савремена дефиниција тифологије могла би да гласи — Тифлологија је наука која проучава законитости развоја лица са оштећењем вида, указује на међузависност метода рехабилитације и степена оштећења вида, што је издваја као специфичну научну област.

## Опште информације
Савремена тифлолошка наука се непрестано развија и продубљује, кроз многе тифлолошке науке као што су тифлопедагогија, психологија слепих и слабовидих, методике едукативне тифлологије, методе клиничке тифлологије, професионалну оријентацију
лица оштећеног вида, тифлолошку дијагностику и перипатологију.
Као део дефектолошке науке тифологија обухвата:
- Опште принципе дефектолошке рехабилитације
- Специфичне дефектолошке поступке васпитања образовања
- Рехабилитацију слепих и слабовидих лица.

Да би успешно савладала бројне проблеме у свом раду тифологија је непосредно повезана са општом педагогијом, дидактиком, педагошком и развојном психологијом, као и са неким медицинским дисциплинама.
Користећи дефектолошку теорију, као полазну основу, тифологија своју праксу углавном везује за:
- Разматрање развој лица са био-психо-социјалним сметњама;
- Педагогију ради повезивања са теоријом васпитања и образовања слепих и слабовидих и њене примене у пракси
- Психологију слепих и слабовидих која објашњава и истражује процесе који воде ка оштећењу
- Офталмологију у циљу истраживања узрока који доводе до органских и функционалних оштећења вида.

## Циљеви и задаци
Циљеви и задаци тифлогије могу да се сврстају у две групе у — основне проблеме и посебне задатке.
| Основни проблеми тифлогије | Посебни задаци тифологије |
| --- | --- |
| - Експликација типологије поремећаја функције вида - Истраживање услова за правилан развој слепих и слабовидих лица у циљу њихове интеграције, адекватне професионалне оријентације и социјализације - Проучавање услова и путева компензације, корекције и рехабилитације недовољно развијених функција вида. | - Разрада метода ране детекције визуелног оштећења у циљу благовременог укључивања ове деце у рехабилитациони процес; правилна примена и проналажење нових дијагностичких поступака - Предлагање организационих форми третмана слепих и слабовидих лица у складу са узрастом етиологијом видног оштећења и индивидуалним карактеристикама ових лица - Проучавање и предлагање система професионалног усмеравања и оспособљавања за егзистенцијална занимања. |